# Adrien Rommel
Adrien Géry Rommel (París, 4 de agosto de 1914-Clichy, 21 de junio de 1963) fue un deportista francés que compitió en esgrima, especialista en la modalidad de florete.
Participó en dos Juegos Olímpicos de Verano en los años 1948 y 1952, obteniendo dos medallas, oro en Londres 1948 y oro en Helsinki 1952. Ganó seis medallas en el Campeonato Mundial de Esgrima entre los años 1947 y 1954.

## Palmarés internacional
| Juegos Olímpicos   | Juegos Olímpicos        | Juegos Olímpicos | Juegos Olímpicos    |
| Año                | Lugar                   | Medalla          | Prueba              |
| ------------------ | ----------------------- | ---------------- | ------------------- |
| 1948               | Londres (Reino Unido)   | Medalla de oro   | Florete por equipos |
| 1952               | Helsinki (Finlandia)    | Medalla de oro   | Florete por equipos |
| Campeonato Mundial |                         |                  |                     |
| Año                | Lugar                   | Medalla          | Prueba              |
| 1947               | Lisboa (Portugal)       | Medalla de oro   | Florete por equipos |
| 1949               | El Cairo (Egipto)       | Medalla de plata | Florete por equipos |
| 1950               | Montecarlo (Mónaco)     | Medalla de plata | Florete por equipos |
| 1951               | Estocolmo (Suecia)      | Medalla de oro   | Florete por equipos |
| 1953               | Bruselas (Bélgica)      | Medalla de oro   | Florete por equipos |
| 1954               | Luxemburgo (Luxemburgo) | Medalla de plata | Florete por equipos |